# 阿巴埃特
阿巴埃特（葡萄牙語：Abaeté）是巴西米纳斯吉拉斯州的一座城市，面积1,816平方公里，人口22,474人（2007年）。1870年，當地形成基層政權。